# عمر سحنون
عمر سحنون (عربی: عمر سحنون؛ ۱۸ اوت ۱۹۵۵ – ۲۱ آوریل ۱۹۸۰) بازیکن فوتبال اهل فرانسه بود.
از باشگاه‌هایی که در آن بازی کرده‌است می‌توان به باشگاه فوتبال نانت و باشگاه فوتبال بوردو اشاره کرد.
وی همچنین در تیم ملی فوتبال فرانسه بازی کرده‌است.